# Festival America
Le Festival America est une manifestation culturelle française.

## Histoire

### Création
La première édition du festival America a eu lieu en 2002.
Le festival est créé à l'initiative de Francis Geffard, libraire à Vincennes et directeur de la collection Terres d'Amérique et Terres Indiennes chez Albin Michel,.

### Mise en place d'une résidence d’écrivain
Depuis 2008, l’association met en place une résidence d’écrivain dans un appartement mis à disposition par la Ville de Vincennes, en échange de sa participation à quelques rencontres publiques. Il reçoit également une bourse, lui permettant de se consacrer à l’écriture. C'est le cas par exemple de l'auteur Makenzy Orcel, haïtien.

### 12eédition
En 2014, le festival choisit de faire une édition spéciale sur l'Amérique du Nord et la France tout en célébrant la francophonie,,.

### Édition 2018
L'édition 2018 se tient du 20 au 23 septembre 2018. Elle a pour thématique le Canada.

### Édition 2020 & 2021
En raison de la crise sanitaire, les éditions 2020 et 2021 du festival sont annulées .

## Prix littéraires
- Prix PAGE/AMERICA : Depuis 2012, ce prix est remis à l’occasion de la cérémonie d’ouverture du Festival et récompense un écrivain dont le premier roman est publié en France à la rentrée littéraire de septembre. Il est décerné par un jury de 250 libraires et bibliothécaires[11].
- Prix des lecteurs de la ville de Vincennes : Mis en place par le réseau des bibliothèques, ce prix permet de découvrir des auteurs peu connus en France. Six romans sont sélectionnés et jugés par quinze abonnés des quatre bibliothèques de Vincennes[12].
- Prix des lycéens: Un jury de 10 lycéens de la ville de Vincennes vote pour un livre parmi une sélection de 5 ouvrages. Le prix est décerné à l'auteur lors de la cérémonie d'ouverture du Festival[13].